# Francisco de Moura Corte-Real

Francisco de Moura na Paz de Vestfália (gravação de Anselm van Hulle para Les hommes illustres, Antuérpia, 1648, um repertório de retratos dos assistentes às conferências de Münster e Osnabrück).

Territórios obtidos pela França em resultado da vitória na Guerra de Devolução, conforme plasmados na Paz de Aix-la-Chapelle de 1668.

Francisco de Moura Corte Real (Madrid, 13 de dezembro de 1621 — Madrid, 26 de novembro de 1675), por vezes referido como Francisco de Moura Corterreal y Melo,  4.º conde de Lumiares, 3.º marquês de Castelo Rodrigo e 1.º duque de Nocera, foi um aristocrata de origem portuguesa, que, para além de diplomata, serviu como vice-rei da Sardenha, vice-rei da Catalunha e governador-geral dos Países Baixos Espanhóis.

## Biografia
Francisco de Moura Corte-Real nasceu em Madrid, filho do fidalgo português Manuel de Moura Corte-Real, o 2.º marquês de Castelo Rodrigo, embaixador junto da Santa Sé e da corte imperial de Viena, governador-geral dos Países Baixos Espanhóis entre 1644 e 1647, e de sua esposa D. Leonor de Melo. Membro da família Corte-Real, foi gentil-homem da câmara de Filipe IV da Espanha, posteriormente membro do seu conselho de estado e embaixador em Viena em 1647.
Em 1649, Francisco de Moura solicitou à corte de Madrid uma indemnização de 150 000 ducados para cobrir as perdas causadas pela Revolta da Flandres. O rei concedeu-lhe o solicitado nas rendas do ducado napolitano de Nocera Inferiore, com o título de duque de Nocera (título por vezes grafado em português e espanhol como duque de Nochera), sito nas terras de Nocera dei Pagani, a sueste de Nápoles. Como as rendas do ducado estavam avaliadas em 223 000 ducados, valor superior ao concedido, o Tesouro Real exigiu do Marquês a devolução dos 73 000 ducados de diferença. A exigência iniciou negociações que se estenderam para além da peste de 1656, que afectou seriamente a cidade de Nocera, cujo valor se depreciou consideravelmente. Uma nova estimativa colocou o valor do ducado em 163 000 ducados. Compensada a diferença, Francisco de Moura Corte-Real foi nomeado, em 10 de agosto de 1656, duque de Nocera. A casa de Castelo Rodrigo viria a governar a cidade de Nocera até 1707. D. Francisco de Moura Corte-Real tornou-se no VII duque de Nocera sem jamais pisar na cidade, que era administrada através de um governador. Embora nunca o tivessem visto, quando faleceu a população de Nocera realizou exéquias solenes na Catedral de San Prisco da cidade. Além disso, as igrejas da cidade celebraram missas cantadas e os sinos dobraram aos defuntos  durante três dias.
Enquanto embaixador em Viena participou nas negociações visando encontrar uma posição europeia quanto ao Império Otomano e à sua relação com a República de Veneza. Em 1652, aquando das celebrações em Viena do nascimento da princesa Margarida Teresa de Áustria, o aventureiro, diplomata e compositor Alberto Vimina (pseudónimo de Michele Bianchi), ligado aos interesses diplomáticos venezianos no leste europeu, dedicou-lhe uma ópera intitulada La gara (A competição).
Com o falecimento deste, em 1652 sucedeu a seu pai nos títulos em Espanha e Itália. Apesar das capitanias açorianas terem sido entregues ao ramo da família representada pelos condes de Vimioso, ainda assim Francisco de Moura Corte-Real, e os seus descendentes, intitulavam-se «Terrae Novae dominus, gubernator et capitaneus generalis hoereditarius Insularum Tercerarum, Sancti Georgy, Fayali et Pici [...]», ou seja «Senhores da Terra Nova, governador e capitão-general hereditário da ilha Terceira, de São Jorge, do Faial e do Pico [...]»
Serviu como vice-rei da Sardenha, entre 1657 e 1661, vice-rei da Catalunha, de de 1664 a 1665, e governador-geral dos Países Baixos Espanhóis entre 1664 e 1668.
Nomeado em 1664 Governador-Geral dos Países Baixos Espanhóis, partiu para a Flandres com ordens de reforçar o exército, muito minguado após a Paz dos Pirenéus, mas quase sem meios para o conseguir, devido à falta de ajuda financeira e à dificuldade em recrutar soldados na Península Ibérica. Sem a ajuda de Espanha, Francisco de Moura Castelo Rodrigo reforçou o seu exército com tropas imperiais licenciadas após a paz estabelecida entre o Sacro Império Romano-Germânico e os turcos do Império Otomano, embora as tropas disponibilizadas não fossem suficientes para proteger as províncias face à temida invasão francesa. Apesar de seus repetidos pedidos à corte de Madrid, esta, envolvida na luta para reconquistar Portugal, não enviou qualquer soldado entre 1663 e 1665. Privado de soldados espanhóis e italianos, o marquês teve que recorrer a tropas alemãs e valãs e em 1666 foi mesmo forçado a contratou mercenários ao vizinho Bispado de Münster, inimigo da França. Apesar de seus esforços para melhorar a defesa do território flamengo, durante o seu governo, os Países Baixos Espanhóis sofreram uma invasão francesa no contexto da Guerra de Devolução. Como ao tempo a Espanha estava tão fraca que pouca resistência poderia oferecer ao ataque francês, estes consideravam o ataque «une promenade militaire», e na verdade a invasão de 1667-1668 foi realmente quase um «passeio militar» para o exército para o francês.
Moura foi posteriormente nomeado para o cargo palatino de caballerizo mayor do rei, funções que desempenhou de 1669 até falecer em 1675.
Faleceu em Madrid, na sua villa de la Florida, em 26 de novembro de 1675. Por não ter deixado filho varão, a sucessão dos seus título e bens recaíu sobre a sua filha primogénita Leonor de Moura (c. 1650-1706), esposa do vice-rei da Sicília, Anielo de Guzmán (1641-1677). Segundo a sua vontade, os seus restos mortais deveriam ter sido enterrados na capela o Mosteiro de São Bento de Lisboa, para a qual seu pai, Manuel de Moura Corte-Real, havia emcomendado um projecto a Francesco Borromini, nos tempos em que fora embaixador extraordinário de Filipe IV em Roma. Contudo, estando a família considerada rebelde após a restauração da independência portuguesa, o rei de Portugal não aceitou receber os restos mortais de Francisco de Moura Corte Real, que permaneceram em Espanha.

## Relações familiares
Casou em Roma em 1639 com Ana María de Aragón Moncada y de la Cerda (1616-1651), com que teve duas filhas:
1. Leonor de Moura y de Aragón, que sucedeu nos títulos de seu pai (mais conhecida por Eleonora de Moura).
2. Juana de Moura y de Aragón, que sucedeu nos títulos  de sua irmã em 1706.